# Karnaubaviasz

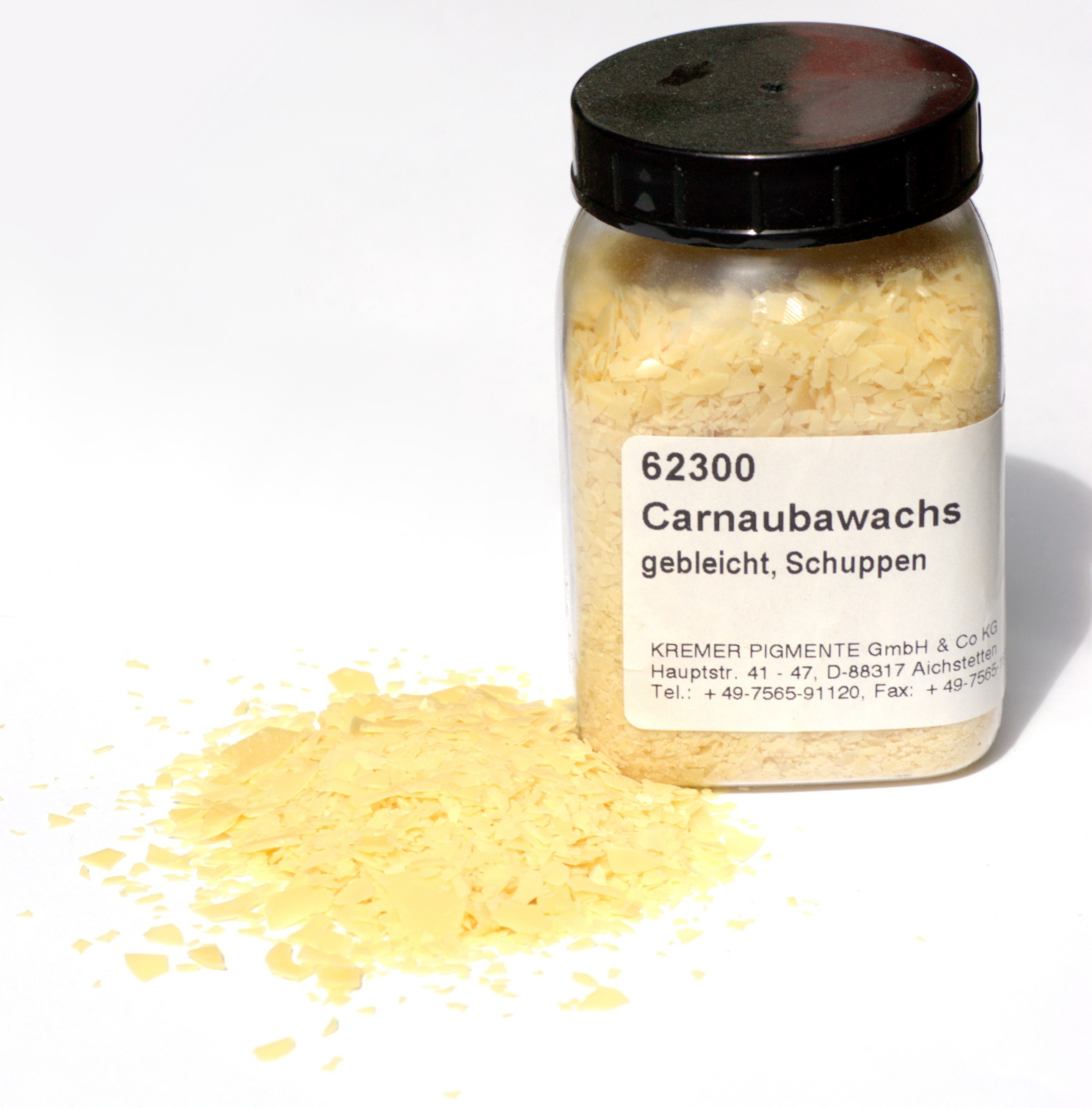
Ipari és élelmiszeripari felhasználásra feldolgozott karnaubaviasz

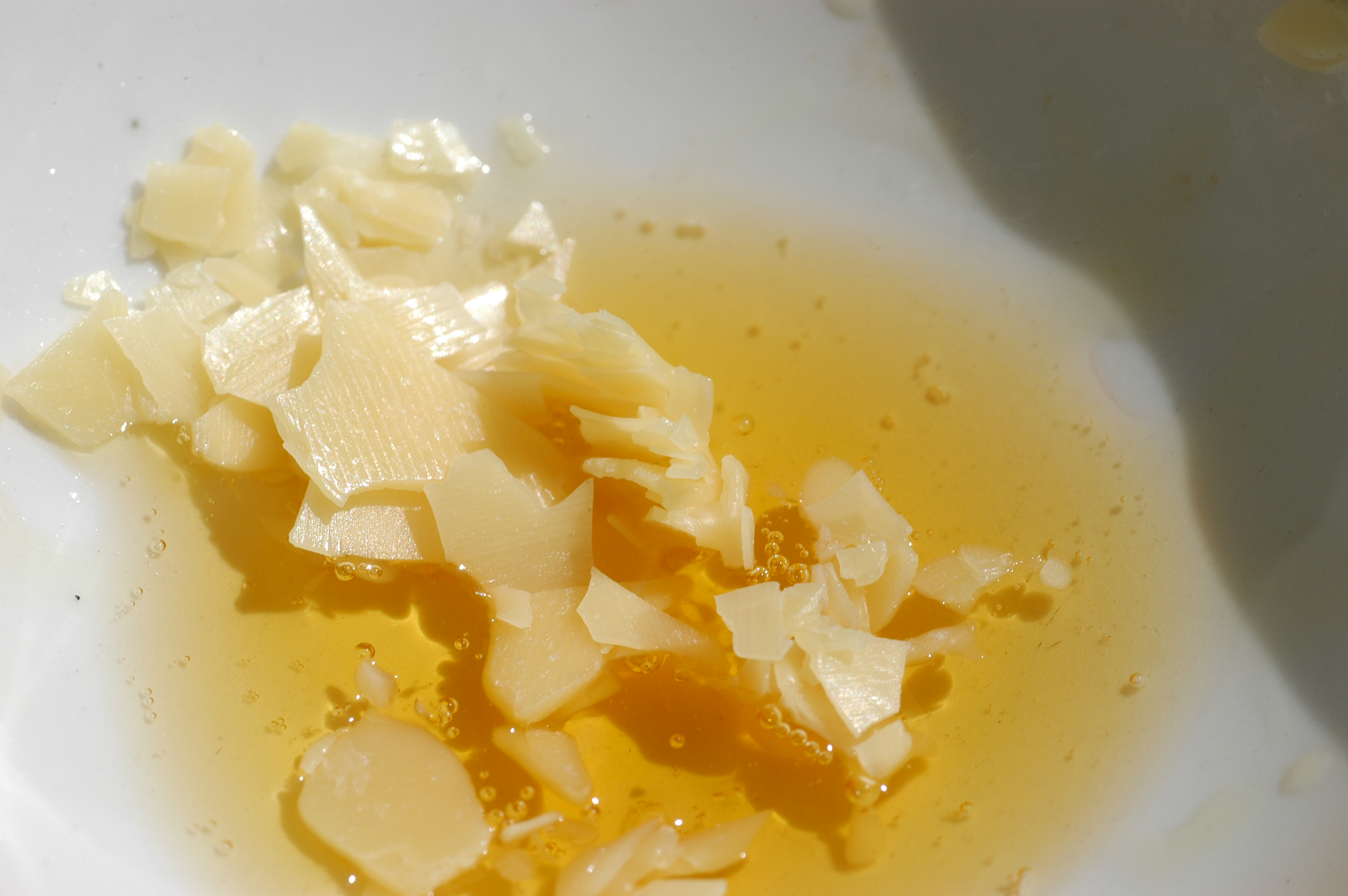
Olvasztott karnaubaviasz

A karnaubaviasz egy természetes viasz, melyet a Brazília északkeleti részén őshonos karnaubapálma (Copernicia prunifera) leveleiből nyernek. A viaszok királynőjének is nevezik, és általában kemény, sárgásbarna lemezkék formájában fordul elő. Az előállítás során a pálmaleveleket összegyűjtik, majd erős mechanikai behatásokkal fellazítják, és kinyerik a bennük található viaszos anyagot, majd a folyamat végén megtisztítják azt.

## Összetétele
Legnagyobb részben zsírsavak észterei alkotják (80–85%), de található benne különféle zsíralkoholok (10–15%), savak (3–6%) és szénhidrogének (1–3%). A karnaubaviaszra jellemző, hogy körülbelül 20%-ban tartalmaz észterezett zsírsav-diolokat, hidroxilált zsírsavakat (kb. 6%), és fahéjsavat (kb. 10%).

## Felhasználása
- A karnaubaviasszal kezelt felületek igen fényes csillogást kapnak, ezért autófestékekben, cipőfényesítő készítményekben, fényes, csillogó megjelenésű édességekben, bútorápolókban, felületkezelőkben előszeretettel alkalmazzák, gyakran a méhviasszal együtt.
- Számos kozmetikumban (úgymint szájfény, rúzs, szemceruza, alapozó, naptej) megtalálható.
- Gyógyszerek esetén a gyógyszer felületének fényessé, síkossá tételéhez alkalmazzák.
- Élelmiszerek esetén elsősorban fényesítő anyagként (rágógumik, nyalókák felülete), csomósodást gátló, valamint hordozóanyagként alkalmazzák E903 néven., Számos cukrászipari termékben, édességben, valamint sok pékáruban is megtalálható. Napi maximum beviteli mennyisége nincs meghatározva. A karnaubaviaszra érzékeny embereknél a kozmetikumok hatására ekcéma alakulhat ki. Ezen emberek esetén a karnaubaviaszt tartalmazó élelmiszereket tanácsos kerülni.

## Fizikai tulajdonságok
- Olvadáspontja 78-85 °C, így ez a legmagasabb olvadáspontú természetes viasz.
- Relatív sűrűsége 0,97 g/cm³
- Keménysége rendkívül nagy. Teljesen tiszta állapotban még a betonnál is keményebb anyag.
- Vízben szinte egyáltalán nem oldódik. Melegítés hatására etil-acetátban, és xilolban oldható, etil-alkoholban nem oldódik.